# Charlie (album av Charlie Puth)
Charlie (stiliserat som CHARLIE) är det tredje studioalbumet av den amerikanska sångaren Charlie Puth. Albumet släpptes den 7 oktober 2022, fyra år efter dess föregångare Voicenotes. CHARLIE föregicks av sex singlar; Light Switch, That's Hilarious, Left & Right, Smells Like Me, I Don't Think That I Like Her och Charlie Be Quiet!, samt av en sjunde singel; Loser, släppt samma dag som albumets släpp. 
Charlie blev Puths andra försök på ett tredje album, eftersom han började släppa singlar från sitt tredje album under 2019 och 2020, men sedan meddelade via Twitter att han hade kasserat albumet då han kände att musiken "inte kändes ärlig" samt att det kändes som att han "bara försökte verka cool".

## Bakgrund
De flesta låtar på albumet visades under dess produktion via Puths TikTok, där han på ett humoristiskt sätt visade hur han kom på och producerade dem. Videorna började oftast med Puth som sa något i stil med "What if there was a song that started like...", dessutom innehöll videorna ofta slumpmässiga ljud som Puth sedan inkluderade på något sätt i låten.
| Singelnummer | Titel                                  | Releasedatum (2022) |
| ------------ | -------------------------------------- | ------------------- |
| 1            | Light Switch                           | 20 januari          |
| 2            | That's Hilarious                       | 8 april             |
| 3            | Left And Right (med Jungkook från BTS) | 24 juni             |
| 4            | Smells Like Me                         | 2 september         |
| 5            | I Don't Think That I Like Her          | 16 september        |
| 6            | Charlie Be Quiet!                      | 30 september        |
| 7            | Loser                                  | 7 oktober           |

## Låtlista[7]
| 1.           | That's Hilarious                       | 2:24  |
| 2.           | Charlie Be Quiet!                      | 2:08  |
| 3.           | Light Switch                           | 3:07  |
| 4.           | There's A First Time For Everything    | 2:16  |
| 5.           | Smells Like Me                         | 3:24  |
| 6.           | Left And Right (med Jungkook från BTS) | 2:34  |
| 7.           | Loser                                  | 3:24  |
| 8.           | When You're Sad I'm Sad                | 2:54  |
| 9.           | Marks On My Neck                       | 2:18  |
| 10.          | Tears On My Piano                      | 3:01  |
| 11.          | I Don't Think That I Like Her          | 3:08  |
| 12.          | No More Drama                          | 2:20  |
| Total längd: | Total längd:                           | 33:02 |